# 自由內容
自由內容（英語：Free content），或自由資訊（Free information），指其內容沒有法律限制妨礙人們的使用、發佈、改善、與分享藝術或創作。重要的是，當自由內容受到更改、延伸、或在其它作品內納入時，成果作品必須可以以同等或更狹窄的自由度，合法地發佈。不論它是免費或需付費，自由內容必須要可以更改才可當作自由內容。
實際上，自由內容包含所有的公有領域作品與有其許可證有實踐與維持上述之自由的著作權作品。由於法律主動授予著作權所有者對他們的創作壟斷性的控制，著作權內容的自由必須要有明確地宣告，這通常藉由在作品內提及或包括許可證聲明。
在公有領域的作品依定義它的著作權已過期或被放棄，因此它不能被授權。但是這樣的作品仍舊被認為是自由內容，這是因為它可以被任意地使用。

## 自由內容與開放內容
一般上自由內容許可證與開放內容許可證的不同處在於他們要求提供內容的「源」（source）複本。舉例來說，自由內容出版者應該提供源檔案 （如InDesign或文書處理軟體檔案），與一個PDF檔，這可認定為作為的「物」（object）複本。有的自由內容許可證有更強制性的要求。舉例來講，GNU自由文檔許可證不只要求要提供內容的「源」複本，它並且要是「透明」（transparent）的文件格式，也就是說一個其規格為大眾所能取得的開放文件格式。

## 自由內容許可證
自由內容許可證可以是copyleft，也就是對作品的更改必須要在原作的許可證下發佈，或者它們是非copyleft，也就是說作品可以更改並用其它的許可證（甚至是限制較多的）發佈。
大部份的自由內容許可證有條款規定衍生作品必須要給原作的作者創作榮譽或標示他們的名字，這要求促進智慧誠實與勸阻抄襲，同時不賦予太多限制使得許可證不能真正的自由。
設計科學許可證（Design Science License (DSL)）與 GNU自由文檔許可證（GFDL）是copyleft許可證。FreeBSD Documentation License 是非copyleft許可證。GNU 通用公共許可證 (GPL) 可被用來做為自由內容的許可證。
其它的自由內容許可證有所出版的一些對商業用途與衍生作品沒有限制的許可證（例如它的“姓名標示(cc by)”和“姓名標示-相同方式分享(cc by-sa)”條款），雖然它們沒有要求要提供許可證的本文。注意不是所有創作共用許可證都是這裡所定義的自由內容。

## 歷史
將自由軟件許可應用於內容的概念是由Michael Stutz提出的，他在1997年為GNU項目撰寫了論文“將Copyleft應用於非軟件信息”。 “開放內容”一詞由David A. Wiley於1998年創造，並通過開放內容項目進行宣傳，描述了根據開放內容許可（非免費的類似共享許可，參見下面的“免費內容”）許可的作品和其他以類似條款許可的作品。
此後，它開始描述更廣泛的內容類別，沒有傳統的版權限制。內容的開放性可以在“5Rs框架”下根據公眾在不違反版權法的情況下可重複使用、修改、重新混合和重新分發的程度來評估。與免費內容和開放源代碼許可下的內容不同，沒有明確的門檻要求作品必須達到“開放內容”的資格。
儘管開放內容已被描述為與版權的平衡，但開放內容許可依賴於版權所有者對其作品進行許可的權力，因為copyleft也將版權用於此目的。
2003 年，Wiley宣布開放內容項目已被知識共享及其許可所取代，他作為“教育許可總監”加入其中。
2005 年，Open Icecat項目啟動，其中電子商務應用程序的產品信息在Open Content License下創建和發布。它受到了已經非常開放源代碼的技術部門的歡迎。

### 開放知識基金會
2006 年，Creative Commons的後續項目是由Erik Möller、Richard Stallman、Lawrence Lessig、Benjamin Mako Hill、Angela Beesley等人提出的免費文化作品的定義。維基媒體基金會使用自由文化作品的定義。2008 年，署名和署名-相同方式共享知識共享許可在其他許可中被標記為“批准用於免費文化作品”。
另一個後續項目是開放知識基金會，由Rufus Pollock於2004年在劍橋創立，作為一個全球非營利網絡，旨在促進和共享開放內容和數據。2007年，OKF為“音樂、電影、書籍等內容；科學、歷史、地理或其他方面的數據；政府和其他行政信息”給出了開放知識定義。2014年10月，定義了2.0版開放作品和開放許可，並且“開放”被描述為開放源代碼定義、自由軟件定義和自由文化作品定義中的開放/免費定義的同義詞。一個明顯的區別是對公共領域的關注，並且它也關注可訪問性（開放訪問）和可讀性（開放格式）。在幾個一致的許可中，推薦六個，三個自己的（Open Data Commons Public Domain Dedicated and Licence、Open Data Commons Attribution License、Open Data Commons Open Database License）和CC BY、CC BY-SA和CC0知識共享許可。

## 延伸閱讀
- D. Atkins, J. S. Brown, A. L. Hammond.  (PDF). Report to The William and Flora Hewlett Foundation. February 2007  [2013-08-24]. （原始内容 (PDF)存档于2021-05-06）.
- OECD – Organisation for Economic Co-operation and Development: Giving Knowledge for free – The Emergence of Open Educational Resources （页面存档备份，存于）. 2007, ISBN 978-92-64-03174-6.

## 外部連結
- Definition of Free Cultural Works （页面存档备份，存于） – A definition of "free content" or "free cultural works" similar to the free software definition
- "Episodes of collective invention （页面存档备份，存于）" (PDF) (Peter B. Meyer; August 4, 2003) – article on several U.S.-oriented historical examples of free content in technology
- Open Knowledge Definition – project under the aegis of the Open Knowledge Foundation which provides a definition of "open" suitable for content and data
- What is free content? （页面存档备份，存于） on WikiEducator